# Salihli
Salihli is een stad in de Turkse provincie Manisa.
Bij de volkstelling van 2007 telde Salihli 96.594 inwoners.

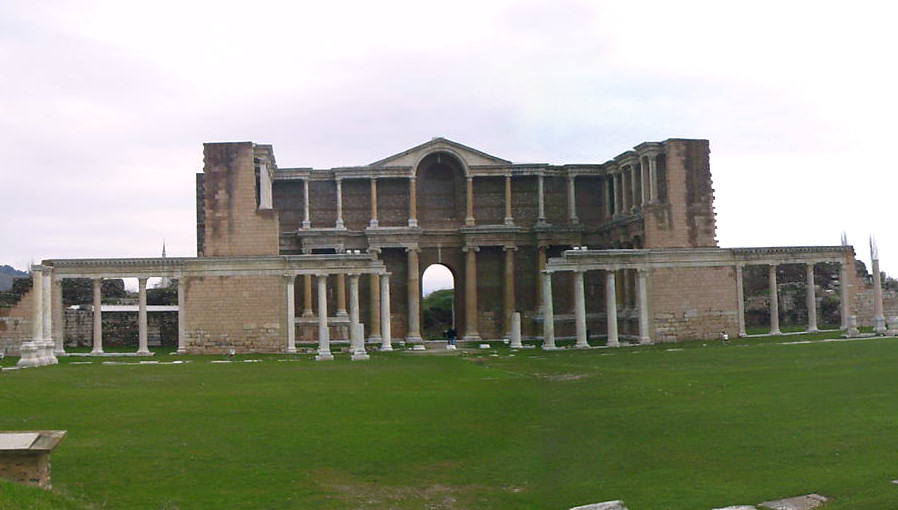
Ruïnes van Sardis, even buiten Salihli

## Geboren
- Ali Tandoğan (1977), voetballer
- Murat Önal (1987), Nederlands-Turks voetballer